# Володимир Косоноцький
Володимир Іпполитович Косоноцький (псевдоніми: В. К., Холмщах, Холм'як, 21 вересня 1886, Дуб — 24 квітня 1942, Холм) — український церковний та громадсько-політичний діяч, редактор, публіцист.

## Життєпис
Народився 21 вересня 1886 року у родині священника Іпполита Косоноцького та Антоніни Завальської в селі Дуб Томашівського повіту, що на Холмщині. По батьку походив зі старої галицької священичої родини з Равщині. Після закінчення класичної гімназії у Холмі поступив на правничий факультет Київського університету. Закінчивши навчання в університеті, працював слідчим суддею в Умані. Як студент брав участь в тодішніх українських студентських організаціях, за що був ув'язнений у Києві й пізніше у Москві. Під час Першої світової війни служив запасним старшиною в піхотному полку російської армії. Після більшовицької окупації України виїхав до Болгарії.
У 1921 році повернувся на Холмщину. Після виборів до польського сойму та сенату 1922 року обійняв посади керівника канцелярії щойно створеної Української Парляментарної Репрезентації та секретаря Українського посольського клюбу, на яких перебував до 1934 року. Через хворобу став інвалідом. Отримав невелику емеритуру й незабаром переїхав до Холма.
З початком німецької окупації Польщі займався передусім організацією православної церкви на Холмщині і Підляшшю. Опікувався питанням створення окремої Холмсько-Підляської єпархії. У 1939 році став членом новоствореної у Холмі Тимчасової церковної ради. Згодом обраний до окремої Церковної Управи, яка була створена Тимчасовою церковною радою і яка мала замінити на Холмщині і Підляшші Варшавську православну консисторію. 5 листопада 1939 року на Народному З'їзді Холмщини і Підляшшя, основним завданням якого було упорядкування церковно-релігійного життя у цьому регіоні, головою Православної Церкви та єпархіальним єпископом Холмщини і Підляшшя обрано митрополита Діонісія. Для того, щоб сповістити митрополита про рішення З'їзду, Володимир Косоноцький та Семен Любарський, також член Церковної управи, вирушили до Діонісія у Варшаву і до грудня 1939 року провели з ним низку нарад, результатом яких стало затвердження Діонісієм рішень З'їзду. Запрошений архієпископом Іларіоном на посаду керівника пресового відділу Холмсько-Підляської Духовної Консисторії та редактора Холмського Православного Народного Календаря (вийшло два річники: за 1941 і 1942 роки).
Помер у Холмі 24 квітня 1942 року на 56-му році життя. Похований на холмському православному цвинтарі 26 квітня 1942 року.

## Відгуки
Український історик і політик Іван Кедрин так згадував про Володимира Косоноцького:
|  | Директором канцелярії і секретарем Клюбу був Володимир Косоноцький, холмщак, невеличкого росту, з вусом, вже не молодий, десь після 40-івки, завжди метушливий, надзвичайно совісний, солідний, розумний, з почуттям гумору, який зорієнтувався в джунґлії польських партій, клік і котерій та вмів першорядно обслуговувати той Український Клюб. |

## Праці
- Володимир Косоноцький. Процес за православні церкви. Частина перша (Волинь і Полісся) // Видання Української Парляментарної Репрезентації. — Варшава, 1930.
- Kosonocki W. Liczba i rozmieszczenie ludności prawosławnej w Polsce // Wiadomości Metropolii Prawosławnej w Polsce. — 1939. — nr 3 (11).